# Eva Dawes
Pour les articles homonymes, voir Dawes.
Eva Dawes (née le 17 septembre 1912 à Toronto et décédée le 30 mai 2009) est une athlète canadienne spécialiste du saut en hauteur. Elle mesurait 1,70 m pour 60 kg.

## Biographie
Eva Dawes remporta la médaille de bronze aux Jeux olympiques de 1932 en franchissant 1,60 m. Avec ce saut elle établit un nouveau record du Canada. Elle boycotte les Jeux de Berlin de 1936 et choisit de participer aux Olympiades populaires à la place. Cependant l'annulation de ces Jeux l'obligent à rentrer au Canada et c'est en passant par Londres qu'elle rencontre Arthur Spinks, son futur mari.

### Palmarès
| Date | Compétition                  | Lieu        | Résultat | Performance |
| ---- | ---------------------------- | ----------- | -------- | ----------- |
| 1932 | Jeux olympiques d'été        | Los Angeles | 3e       | 1,60 m      |
| 1934 | Jeux de l'Empire britannique | Londres     | 2e       | 1,57 m      |

### Records
| Épreuve         | Performance | Lieu        | Date |
| --------------- | ----------- | ----------- | ---- |
| Saut en hauteur | 1,60 m      | Los Angeles | 1932 |